# Acracanthostoma bicornutum
Acracanthostoma bicornutum là một loài nhện trong họ Thomisidae.
Loài này thuộc chi Acracanthostoma. Acracanthostoma bicornutum được Cândido Firmino de Mello-Leitão miêu tả năm 1917.